# Sara Adler
Sara Adler, född Levitzkij 26 maj 1858 i Odessa i Kejsardömet Ryssland, död 28 april 1953 i New York var en ukrainsk och amerikansk skådespelare. Hon var särskilt känd för sin karriär inom jiddischteatern. 
Hon var i sitt andra, hans tredje, äktenskap gift med skådespelaren Jacob P. Adler och hade med honom fem barn: Frances, Jay, Julia, Stella och Luther, vilka samtliga blev skådespelare.